# Andrija Kujundžić (slikar)
Andrija Kujundžić (mađ. Kuluncsics Andrija, Kulundžić Andor) (Subotica, 27. studenoga 1897. – Subotica, 16. srpnja 1967.) je bio vojvođanski slikar. Po struci bio je učitelj. Rodom je Hrvat.
Školovao se u Subotici, gdje je završio pučku i građansku školu. U Kaloči je završio učiteljsku školu. Nakon Prvog svjetskog rata bio je pohađao Višu obrtničku školu u Budimpešti. Drugu polovicu 1920-ih radio je kao profesor crtanja u gimnaziji u rodnom gradu. Poslije je po službi prebačen u Aleksinac, pa se ostavio državne službe te jedno desetljeće živio od slikarstva. Nakon toga vratio se učiteljevanju, pa onda opet slikarstvu kojim se bavio 20 godina. Slikao je mrtve prirode i akvarele. Izlagao je u Subotici. Djela su mu po zbirkama, crkvama u Subotici, a dio je u Gradskom muzeju.